# 群馬県立渋川女子高等学校
群馬県立渋川女子高等学校（ぐんまけんりつ しぶかわじょしこうとうがっこう）は、群馬県渋川市に所在する県立高等学校。「渋女」の通称で呼ばれている。

## 概要
1920年（大正9年）4月に渋川町立実科高等女学校として開校した、北毛地域の公立進学校。
校訓
真理と道理へのたしかなあゆみ
勤労と趣味への豊かないとなみ
教育目標
一、実りある豊かな学習
一、規律ある明るい生活
一、健康で伸びやかな心身

## 沿革
- 1920年（大正9年）4月 - 渋川町立実科高等女学校として開校[1]。
- 1923年（大正12年）4月1日に群馬県立渋川高等女学校として県立化[1]。
- 1948年 - 学制改革に伴い群馬県立渋川女子高等学校と改称。

## 著名な卒業生
- 南千晴（榛東村長）
- 阿部富美子（詩人）
- 関礼子（日本近代文学研究者、元中央大学文学部教授）
- 渡辺梢（競泳選手）
- 小河知夏（声優）

## 特色
- クジャクを中庭で飼育している。雌は5,6羽、雄は2羽のみ。2008年6月頃に新たに3羽、続けて6、7羽ほど誕生した。
- 開校記念行事として榛名登山が行われている。この榛名登山は往復約32kmある。